# Bonefro
Bonefro är en ort och kommun i provinsen Campobasso i regionen Molise i Italien. Kommunen hade 1 316 invånare (2018).